# Starksia atlantica
Starksia atlantica е вид бодлоперка от семейство Labrisomidae. Видът не е застрашен от изчезване.

## Разпространение и местообитание
Разпространен е в Бахамски острови и Търкс и Кайкос.
Обитава океани, морета и рифове. Среща се на дълбочина от 0,8 до 24 m, при температура на водата от 26,7 до 27,7 °C и соленост 34,9 – 36,6 ‰.

## Описание
На дължина достигат до 2,5 cm.